# Steve Martin
Stephen Glenn (Steve) Martin (Waco (Texas), 14 augustus 1945) is een Amerikaanse acteur en komiek, herkenbaar aan zijn spierwitte haren en expressieve mimiek. Hij won in 1992 en 1993 twee jaar achter elkaar de People's Choice Award voor de favoriete acteur in komedies. Van 1982 tot en met 1996 werd hij daarbij vijf keer genomineerd voor een Golden Globe.

## Biografie

### Jeugd
Martin is de zoon van zakenman Glenn Vernon Martin en huisvrouw Mary Lee Stewart.
Hij werd opgevoed in Garden Grove (Californië). Martin kreeg als tiener een baantje in de magie-winkel in Disneyworld en samen met een paar klasgenootjes van de Garden Grove High School begon hij rond deze tijd komische musicals op te voeren in restaurants.

### Vroege carrière
Martin had in 1967 een relatie met een meisje dat als danseres werkte bij de sitcom The Smothers Brothers Comedy Hour. Zij hielp hem aan een baan als schrijver voor de show. Voor zijn werk kreeg hij in 1969 een Emmy Award. Hij speelde en schreef daarna in nog komische shows. 

In de jaren zeventig maakte Martin het album (Let's Get Small), een registratie van een stand up optreden. Dit werd een succes en hij een bekend comedian. Zijn volgende album, A Wild and Crazy Guy, deed het beter. Voor allebei de albums kreeg Martin in 1977 en 1978 een Grammy Award voor het beste komische album en op basis van de verkoopcijfers werden de albums platina. 
Hoewel Martin nu een komiek was, wilde hij liever acteur worden. In 1977 bemachtigde hij een rol in de korte film The Absent-Minded Waiter, die werd genomineerd voor een Academy Award. Een jaar later kreeg hij een kleine rol in The Muppet Movie (eerder had hij een gastrol in The Muppet Show).

### 1979-1989
In 1979 schreef Martin de film The Jerk, waarin hij zelf een hoofdrol speelde. Omdat hij niet in komische rollen gecast wilde worden, speelde hij in 1981 in de serieuze film Pennies From Heaven. De film flopte en Martin keerde wijselijk terug naar de komische rollen die hem faam brachten. Hij speelde samen met onder meer John Candy. 

### 1990-2009
Vanaf de jaren negentig bestonden de films waarin hij speelde enkel uit A-films, zoals HouseSitter (1992), L.A. Story (1991), Cheaper by the Dozen (2003) en The Pink Panther (2006), waarvan het vervolg, The Pink Panther Deux in 2009 uitkwam.

### 2010-heden
In 2013 en 2015 bracht Martin als banjospeler twee cd's uit met zangeres Edie Brickell; ze gingen samen op tournee door Noord-Amerika en verschenen in 2017 in de bekroonde documentaire The American Epic Sessions.
Vanaf 2021 speelt hij in de serie Only Murders in the Building.

## Filmografie
- The Ray Stevens Show (televisieserie) - Artiest (1970)
- Half the George Kirby Comedy Hour (televisieserie) - Rol onbekend (1972)
- The Ken Berry 'Wow' Show (televisieserie) - Artiest (afl. onbekend, 1972)
- The Sonny and Cher Comedy Hour (televisieserie) - Verschillende rollen (13 afl., 1971-1973)
- The Smothers Brothers Show (televisieserie) - Artiest (1975)
- Johnny Cash and Friends (televisieserie) - Rol onbekend (1976)
- Saturday Night Live (televisieserie) - Presentator/Verschillende rollen (afl. Steve Martin/Kinky Friedman, 1976)
- The Absent-Minded Waiter (televisiefilm, 1977) - Steven
- Sgt. Pepper's Lonely Hearts Club Band (1978) - Dr. Maxwell Edison
- The Muppet Movie (1979) - De onbeleefde ober
- The Jerk (1979) - Navin R. Johnson/Cat Juggler/Pig Eye Jackson/Ingenieur Fred
- Pennies from Heaven (1981) - Arthur Parker
- Twilight Theater (televisiefilm, 1982) - Verschillende rollen
- Dead Men Don't Wear Plaid (1982) - Rigby Reardon
- The Man with Two Brains (1983) - Dr. Michael Hfuhruhurr
- The Lonely Guy (1984) - Larry Hubbard
- All of Me (1984) - Roger Cobb
- Movers & Shakers (1985) - Fabio Longio
- ¡Three Amigos! (1986) - Lucky Day
- Little Shop of Horrors (1986) - Orin Scrivello, DDS
- Roxanne (1987) - C.D. 'Charlie' Bales
- The Tracey Ullman Show (televisieserie) - Rusty de choreograaf (afl. Meg's Lucky Night, 1987)
- Planes, Trains and Automobiles (1987) - Neal Page
- Dirty Rotten Scoundrels (1988) - Freddy Benson
- Parenthood (1989) - Gil Buckman
- My Blue Heaven (1990) - Vincent 'Vinnie' Antonelli
- L.A. Story (1991) - Harris K. Telemacher
- Father of the Bride (1991) - George Banks
- Grand Canyon (1991) - Davis
- HouseSitter (1992) - Newton Davis
- Leap of Faith (1992) - Jonas Nightengale
- And the Band Played On (televisiefilm, 1993) - De Broeder
- A Simple Twist of Fate (1994) - Michael McCann
- Mixed Nuts (1994) - Philip
- Father of the Bride Part II (1995) - George Banks
- Sgt. Bilko (1996) - Master Sergeant Ernest G. Bilko
- The Spanish Prisoner (1997) - Julian 'Jimmy' Dell
- The Simpsons (televisieserie) - Ray Patterson (afl. Trash of the Titans, 1998, stem)
- Saturday Night Live (televisieserie) - Georg Festrunk (afl. Cameron Diaz/Smashing Pumpkins, 1998, niet op aftiteling)
- The Prince of Egypt (1998) - Hotep (Stem)
- The Out-of-Towners (1999) - Henry Clark
- Bowfinger (1999) - Bobby Bowfinger
- Joe Gould's Secret (2000) - Charlie Duell
- Novocaine (2001) - Dr. Frank Sangster
- Bringing Down the House (2003) - Peter Sanderson
- Looney Tunes: Back in Action (2003) - Mr. Chairman
- Cheaper by the Dozen (2003) - Tom Baker
- Shopgirl (2005) - Ray Porter
- Cheaper by the Dozen 2 (2005) - Tom Baker
- The Pink Panther (2006) - Inspector Jacques Clouseau
- Baby Mama (2008) - Barry
- The Pink Panther Deux (2009) - Inspector Jacques Clouseau
- It's Complicated (2009) - Adam
- The Big Year (2011) - Stu Preissler
- Only Murders in the Building (2021-) - Charles-Haden Savage

- Bibsys: 90849353
- Biblioteca Nacional de España: XX1158022
- Bibliothèque nationale de France: cb14408893c (data)
- Catàleg d'autoritats de noms i títols de Catalunya: 981058521588006706
- CiNii: DA13266204
- Gemeinsame Normdatei: 123029295
- International Standard Name Identifier: 0000 0001 0938 9321
- Library of Congress Control Number: n78007718
- MusicBrainz: 0da08c43-c04c-4016-968d-b9d3eb9b7751
- Bibliotheek van het Japanse parlement: 00849396
- Nationale Bibliotheek van Tsjechië: xx0003966
- Nationale bibliotheek van Australië: 36244991
- Nationale Bibliotheek van Israël: 987007265032905171
- Nationale Bibliotheek van Polen: a0000001253100
- Nationale en Universitaire bibliotheek Zagreb: 000320364
- Nederlandse Thesaurus van Auteursnamen: 071835024
- LIBRIS: 272462
- SNAC: w6xk98mv
- Système universitaire de documentation: 05893264X
- Trove: 1235864
- Virtual International Authority File: 117464226
- WorldCat: E39PBJpPFxgchkgfWjMpJYGrbd